# Радянсько-японські прикордонні конфлікти
Радя́нсько-япо́нські прикордо́нні конфлі́кти  — серія збройних конфліктів між Радянським Союзом та Японською імперією в 1932—1939 рр.

## Передумови
Після вторгнення Японії в Маньчжурію в 1931 році частими були порушення нечітко визначених кордонів між Маньчжурією, Монгольською Народною Республікою та Радянським Союзом. Більшість із них мали непорозуміння, але деякі — навмисні шпигунські дії. За даними Імператорської японської армії між 1932 і 1934 роками відбулося 152 прикордонні суперечки, значною мірою тому, що СРСР визнало необхідним збирати розвіддані в Маньчжурії. СРСР звинуватил японців у 15 випадках порушення кордону, 6 вторгненнях повітря та 20 епізодах «шпигунської контрабанди» лише в 1933 році.Про наступні роки обидві сторони повідомляли про сотні інших порушень. Що ще гірше, радянсько-японська дипломатія та довіра ще більше занепали, і японців відкрито називали «фашистськими ворогами» на Сьомому конгресі Комінтерну в липні 1935 року.
У 1932 році завершилась окупація Маньчжурії японськими військами. На окупованій території була створена Маньчжурська держава, яку планувалося використовувати як плацдарм для подальшої агресії проти Монгольської Народної Республіки[джерело?], Республіки Китай і СРСР[джерело?]. З 1931 року армія, а потім і ВМС почали посилено розглядати питання про зміцнення півночі Японії. До 1935 року на острові Шумшу й острові Парамушір Курильської гряди вже були розгорнуті будівельні роботи зі створення нових фортець. У 1936 році японська преса відкрито визнала факт озброєння островів. У Японії неухильно наростало прагнення до захоплення Радянських територій. Для реалізації своїх устремлінь уряд шукав союзника. У 1930-і рр. Японія успішно налагоджувала стосунки з нацистською Німеччиною, підсумком яких став укладений між ними в листопаді 1936 року «Антикомінтернівський пакт 1936», спрямований у першу чергу проти Радянського Союзу, а пізніше був створений блок «Вісь Рим-Берлін-Токіо».
Заручившись підтримкою, Японська імперія чекала зручного моменту для нападу на СРСР.

## Битва на озері Хасан
9 липня 1938 року радянські війська стали підтягуватися до кордону з Маньчжурією. 11 липня японські газети опублікували повідомлення про порушення радянськими прикордонниками кордону Маньчжурії, а 12 липня прикордонниками була захоплена сопка Заозерна, на яку заявляла претензії Маньчжурська держава, уряд якої 14 липня 1938 року заявив протест про порушення свого кордону. Наступного дня в Москві японський посол у СРСР Маморе Шіґеміцу вимагав у ноті протесту радянському уряду виведення усіх військ СРСР, що незаконно займають територію Маньчжурії, тобто очистити радянську територію в районі озера Хасан. 20 липня він знову вручив чергову ноту уряду Японії, в якій погрожуючи застосуванням сили, вимагав евакуювати радянські війська зі спірної території.
Однак бойових зіткнень не вдалось уникнути. 29 липня японські війська перейшли кордон СРСР. Бої продовжувалися до 11 серпня 1938 року закінчилися повним розгромом японських військ на радянській території.

## Бої на Халхин-Голі
Початок конфлікту поклали вимоги японської сторони про визнання річки Халхин-Гол кордоном між Маньчжурією і Монголією (старий кордон проходив на 20-25 км на схід). Однієї з причин такої вимоги було бажання забезпечити безпеку споруджуваної японцями в цьому районі залізниці Халун-Аршан — Ганьчжур.
У 1935 році почалися зіткнення на монголо-маньчжурському кордоні. Улітку того ж року почалися переговори між представниками Монголії і Маньчжурії про демаркацію кордону. До осені переговори зайшли в глухий кут. 12 березня 1936 року між СРСР і МНР був підписаний «Протокол про взаємодопомогу». З 1937 р. відповідно до цього протоколу на території Монголії були розгорнуті частини Червоної Армії.
У травні 1939 року, на допомогу Монгольській народній республіці, яка боролася проти Японії, відповідно до радянсько-монгольського договору про взаємодопомогу, СРСР направило війська в МНР під командуванням комкора Г. К. Жукова. У запеклих боях біля ріки Халхин-Гол радянські і монгольські війська розгромили японські військові частини. У серпні 1939 року Японія визнала свою поразку.
Поразка японської армії на Халхин-Голі мав далекосяжні історичні наслідки. По-перше, була збережена незалежність МНР, по-друге, це стало провалом десятирічного японського зовнішньополітичного курсу[джерело?], спрямованого на розв'язання війни з СРСР[джерело?]. Радянсько-японські прикордонні конфлікти значною мірою сприяли підписанню радянсько-японського пакту про нейтралітет у 1941.